# .abb
.abb là TLD dành cho thương được ủy quyền trong Chương trình gTLD mới của ICANN do ABB Ltd. quản ký và đồng thời là quan đăng ký của tên miền. Đề nghị được đề xuất đã thành công và được gán cho DNS vào ngày 25 tháng 4 năm 2015.